# Bank Nederlandse Gemeenten
Pour les articles homonymes, voir BNG.
Bank Nederlandse Gemeenten ou BNG est une banque de financement néerlandaise publique. Elle ne travaille pas directement avec les particuliers ou les entreprises, mais uniquement avec des entités publiques ou parapubliques. Elle est fondée en 1914.

## L'histoire
Le 23 décembre 1914, l'acte de fondation de la nv Gemeentelijke Credietbank a été établi à La Haye. Le 24 janvier 1922, elle a changé de nom pour devenir la nv Bank voor Nederlandsche Gemeenten. Dans les années 1990, elle a pris le nom de nv Bank Nederlandse Gemeenten. En 2013, elle a changé son nom commercial en : BNG Bank et en 2018 le nom statutaire a été changé en BNG Bank N.V. En 2024, elle a changé son nom commercial en le nom actuel BNG.
Avec un total de bilan de plus de 140 milliards d'euros, la BNG est la quatrième banque des Pays-Bas et est placée sous la supervision directe de la Banque centrale européenne.